# 東海クリエイト
東海クリエイト株式会社（とうかいクリエイト）は、愛知県名古屋市東区に本社を置く、会場設営、舞台制作・設備を行う企業である。東海地方でも同業種の中では指折りの企業でかつて同業種の間では、コンサート系に関しては東のシミズオクト 西のつむら工芸、東海クリエイト と呼ばれていたらしい。
略称として、『Tokai create』の頭文字をとってTC（ティーシー）と呼ばれるほか、ロゴの原型となっている。
前社長は松山千春と懇意であり、松山自身がパーソナリティーを担当するラジオ番組には大抵スポンサーとなっていた。しかし肺癌を克服するも、それに起因とする肺炎のため、2010年11月5日に死去。

## 会社概要
- 本社所在地：愛知県名古屋市東区白壁4丁目41
- 倉庫：勝川倉庫－愛知県春日井市長塚町（川沿いにある大きな倉庫の屋根には「TC 東海クリエイト」と書かれている）

## その他
- テレビCMは新年の挨拶として流れる程度でほとんど流さず、ラジオでは東海ラジオ（聞いてみや〜ち内のドラゴンズ情報・スポンサー等）でラジオCMを流すことが多かったが、2007年8月から松山千春のON THE RADIOの東海ラジオで放送される場合のみに限ってのスポンサーとなった。
- 2025年現在では東海ラジオのほか、ZIP-FMでもCMを放送する。